# Dal grande fiume al mare
Dal grande fiume al mare è una raccolta di testi pubblicata nel 2003 su iniziativa della Giunta dell'Emilia-Romagna, che ha riunito in quest'opera trenta dei più importanti scrittori della regione, qui autori di contributi inediti inerenti all'"identità regionale", analizzata a partire da una multiformità di approcci, di provenienze geografiche, di scelte e stili letterari.

## Descrizione
Il libro, che si presenta come una sequenza di saggi, racconti e testimonianze, comprende i testi di: Angela Donati, Eraldo Baldini, Giuseppe Pederiali, Gabriele Romagnoli, Simona Vinci, Roberto Pazzi, Luca Goldoni, Carlo Lucarelli, Valerio Massimo Manfredi, Massimo Felisatti, Valerio Riva, Roberto Roversi, Raffaello Baldini, Tonino Guerra, Alberto Bevilacqua, Brunella Dalla Casa, Adele Grisendi, Chiara Valentini, Edmondo Berselli, Piergiorgio Bellocchio, Piero Meldini, Loriano Macchiavelli, Ersilio Tonini, Sandra Petrignani, Ivano Marescotti, Raffaele Crovi, Claudio Marabini, Roberto Balzani, Nicola Matteucci, Giorgio Celli.

## Edizioni
- Regione Emilia-Romagna. Servizio Stampa e Informazione della Giunta regionale (a cura di), Dal grande fiume al mare. Trenta scrittori raccontano l'Emilia-Romagna, Pendragon, 2003, ISBN 88-8342-228-7. 320 pp.